# イトマキボラ科
イトマキボラ科（イトマキボラか、Fasciolariiidae）は新腹足類に属する巻貝の科で、イトマキボラやナガニシを含むとても多くの種が知られている。近縁のエゾバイ科が寒冷な海に生息するのに対して、本科は暖かい海に生息する。肉食。

## 形態
紡錘形または上下に円錐を合わせたような形の貝殻をもつ種が多い。ナガニシ類では水管溝が長く伸びる 。縦肋・螺肋があったり螺層の肩に突起が出てゴツゴツした形態の種のほか(ツノマタガイ類)、殻表面が平滑で丸みを帯びた種もある(チューリップボラ)。軟体部は赤い色の種が多いが、褐色や黄色の種もある。長めの鼻(吻鞘)の両側に触角があり、触角のつけねに眼がある。歯舌は小さい中歯3歯尖とその両側に1対の翼状の大きい側歯を持つ尖舌型。蓋は角質で木の葉型。

## 生態
種によって岩礁上・岩礁間・砂底に生息し、他の貝類・多毛類・蔓脚類や死肉を食べる。カニなどに食われることもある。雌雄の別があり交尾して雌はさまざまな形をした多数の卵胞を岩礁上などに産みつける。幼生は種により直達型が確認されているほか、浮遊幼生期をもつ種もあると考えられる。

## 分布
世界中の比較的暖かい海の、潮間帯下から水深約400mにかけて分布する。

## 系統発生
イトマキボラ科の系統分岐図の一部と種・分布域の一例を下に示す。上位の分岐は省略したが、エゾバイ科と近縁である。分布域のうちインド洋-西太平洋は”IWP”と略記した。

## 下位分類
現在3つの亜科に分けられている。現生の主な属と産地の例を亜科ごとに以下に記した。
イトマキボラ亜科 Fasciolariinae Gray, 1853 
- Aurantilaria M. A. Snyder, Vermeij & Lyons, 2012 1種。ブラジル[7]。
- Australaria M. A. Snyder, Vermeij & Lyons, 2012 6種。オーストラリア南岸。
- Cinctura Hollister, 1957 スジイリチューリップボラ[13], NC-Texas。
- Fasciolaria Lamarck, 1799 チューリップボラなど4種。熱帯アメリカ東岸の浅海の砂底に普通。

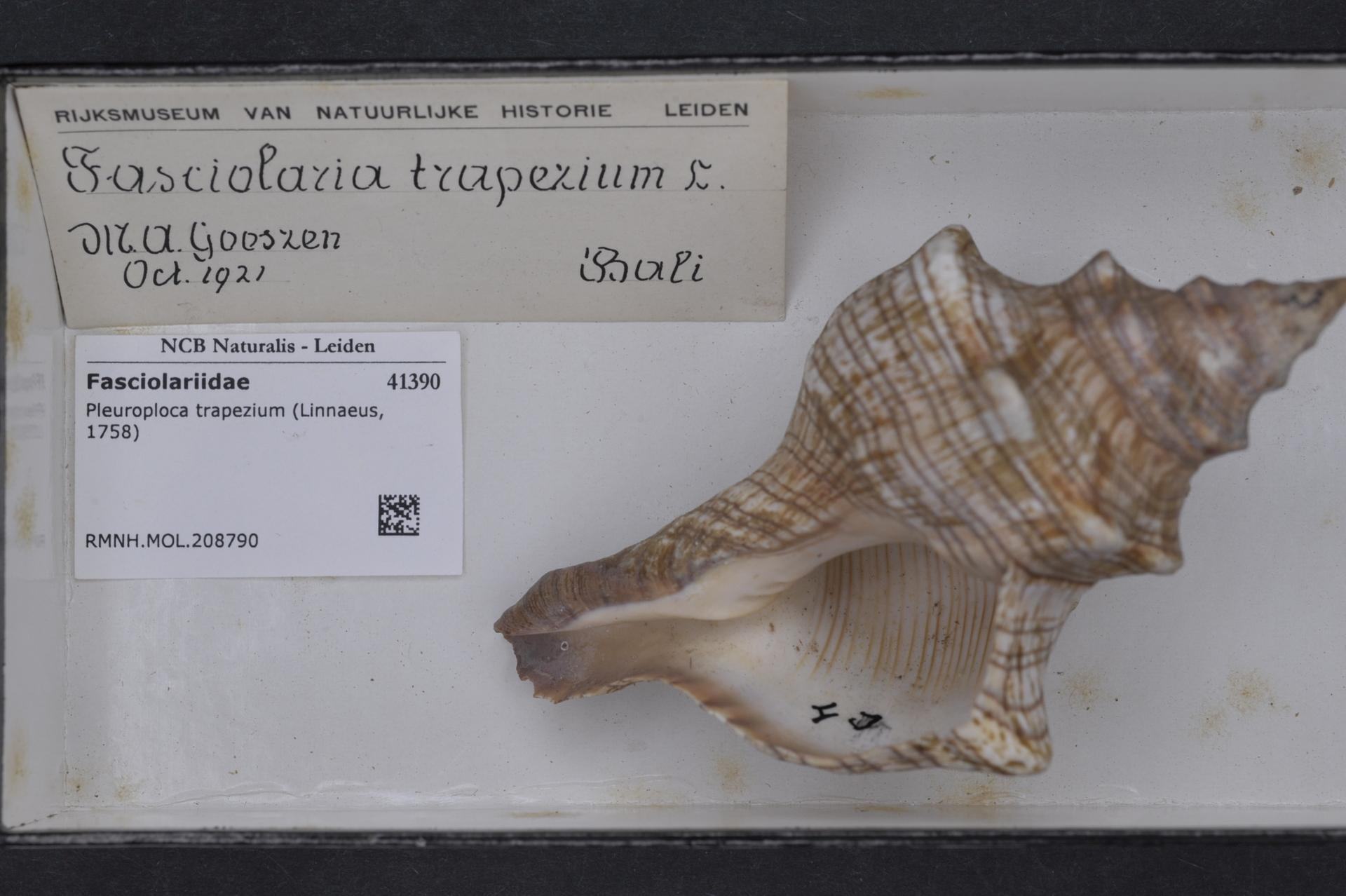
Filifusus M. A. Snyder, Vermeij & Lyons, 2012 ナガイトマキボラ[14]など6種, IWP。
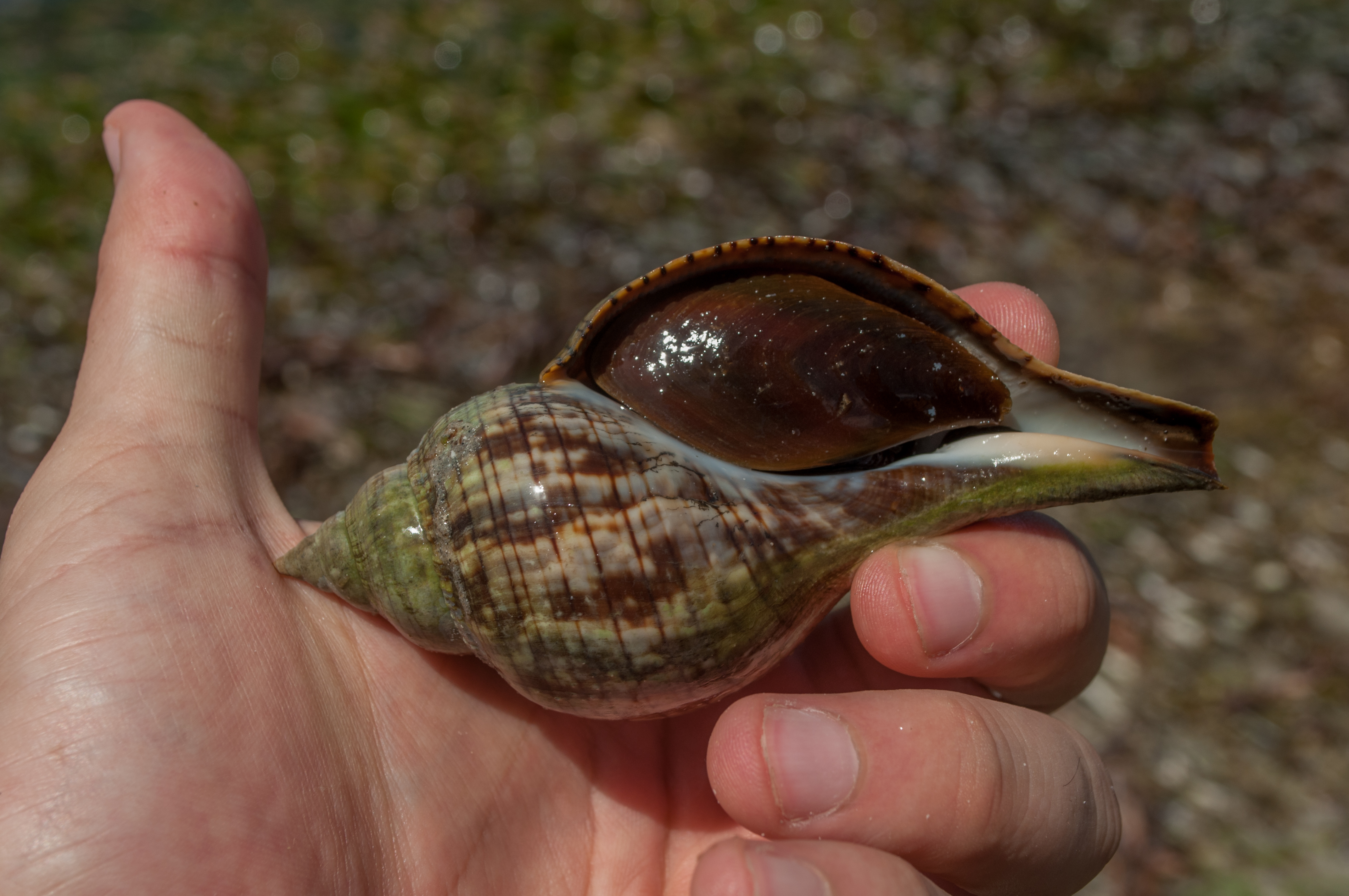
チューリップボラ (米東岸)
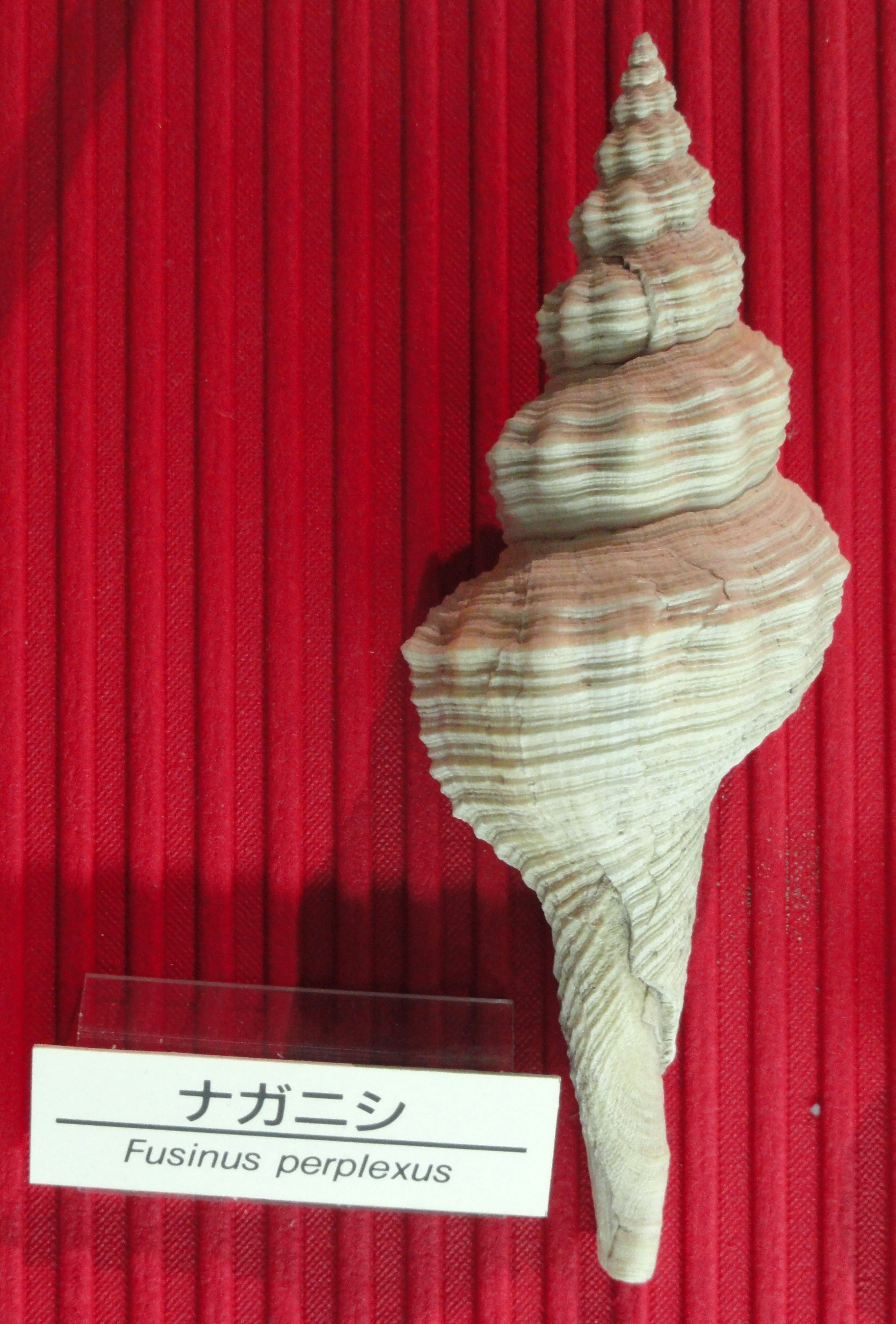
ナガニシ (以下はIWP)

- Granolaria M. A. Snyder, Vermeij & Lyons, 2012 モクレンボラ[15]ほか2種, 熱帯アメリカ西岸。
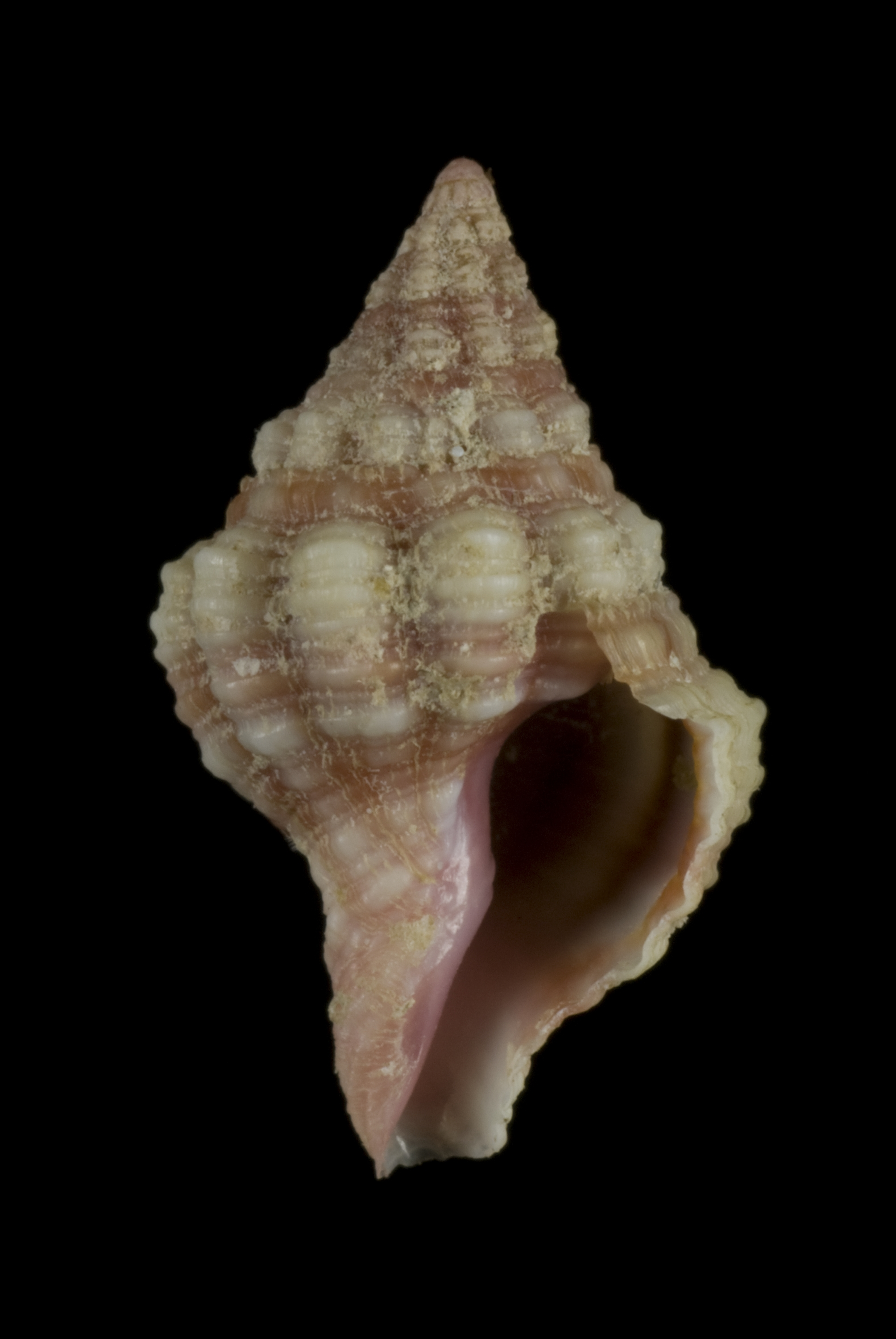
Latirus Montfort, 1810 アヤツノマタモドキなどツノマタガイ類。本属名はツノマタガイ亜科にも分散して100種ほど命名されていて、近年属の細分化や種名の整理が進められている[16][8]。
- Pleuroploca P. Fischer, 1884 イトマキボラ[14]含む9種, IWP。
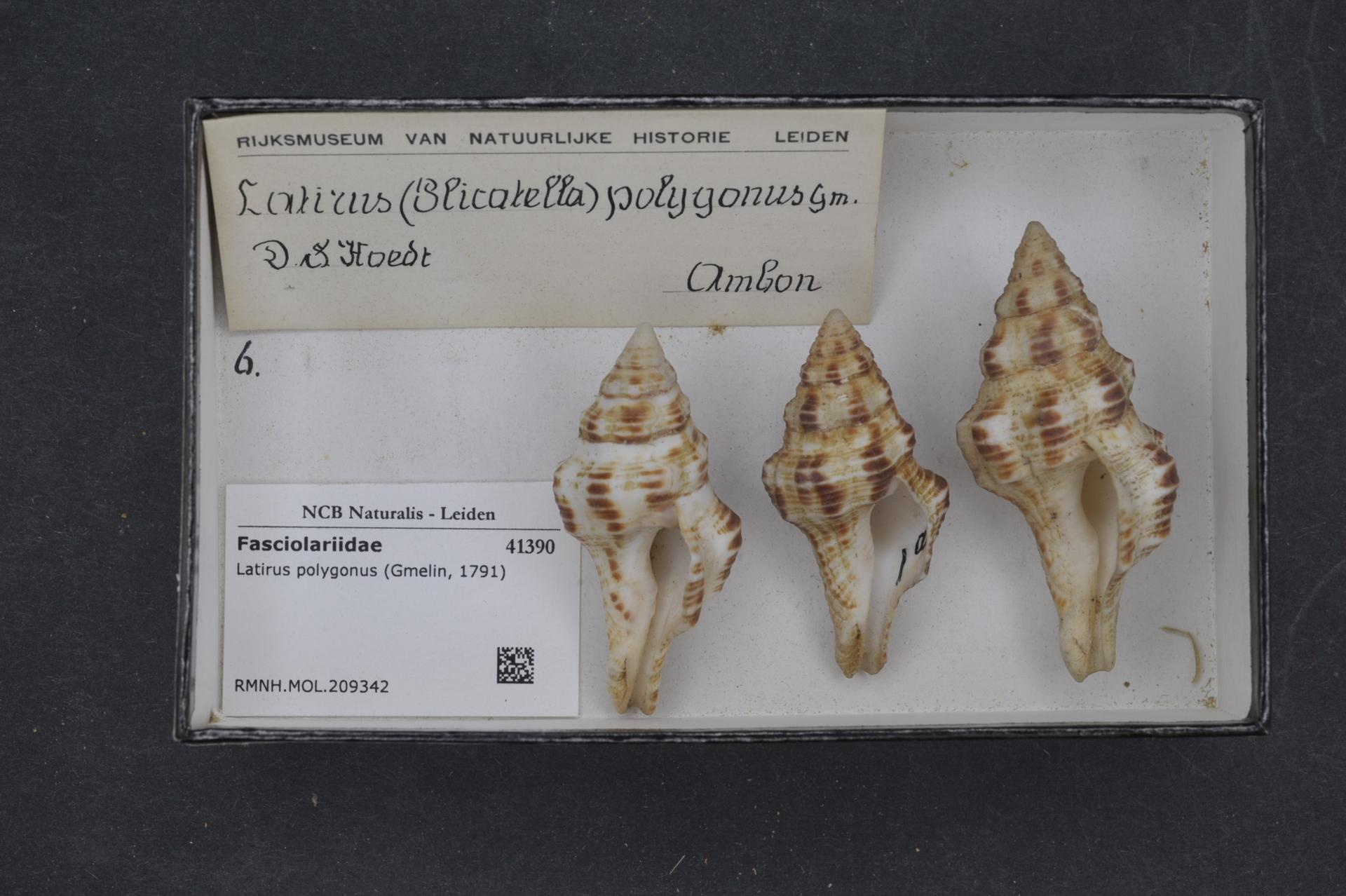
Polygona  Schumacher, 1817 ニシキツノマタガイ[17]ふくむ18種。熱帯アメリカ東岸。
- Sinistralia maroccensis =Fusinus maroccensis (Gmelin, 1791) ヒダリマキニシ。アフリカ西岸、カナリア諸島。
- Triplofusus Olsson & Harbison, 1953 Tripofusus giganteus (Kiener, 1840) ab186 ダイオウイトマキボラ[15]含む2種。熱帯アメリカ西岸。

ツノマタガイ亜科 Peristerniinae Tryon, 1880 
- Benimakia Habe, 1958 ベニマキ[18]含む約20種[19][20]。
- Bullockus Lyons & M. A. Snyder, 2008 ユウビツノマタガイ含む5種。キューバ東岸沖水深200m[15]。
- Fusolatirus Kuroda & Habe, 1971 チョウセンニシ[18]含む17種[21]。
- Hemipolygona Rovereto, 1899 トゲツノマタガイ含む12種。アフリカ西岸、マデイラ諸島, カナリア諸島[17][22]
- Lamellilatirus Lyons & M. A. Snyder, 2008 トウキナガニシ含む7種。バルバドス諸島 水深200m[23]など熱帯東アメリカの深いところ。
- Latirolagena G. F. Harris, 1897 マルニシ 1種。奄美大島以南[18], IWP。
- Latirus Montfort, 1810 リュウキュウツノマタガイ, ツノマタモドキ[24]など。
- Latirulus Cossmann, 1889 ニシキニナ[18]含む3種、房総半島以南のIWP。
- Leucozonia Gray, 1847 Leucozonia nassa (Gmelin, 1791)[25]など9種。熱帯アメリカ両岸-アフリカ西岸[26]。カリブ海からブラジル, 小型。
- Nodolatirus Bouchet & M. A. Snyder, 2013 IWP[19]。
- Opeatostoma S. S. Berry, 1958 シマツノグチガイ[13] 1種のみ。メキシコ西岸からペルー。
- Peristernia Mörch, 1852 ムラサキツノマタモドキ [27]など約50種[26]、レイシダマシ類と似るが螺塔が高め。紀伊半島以南, IWP。
- Pustulatirus Vermeij & M. A. Snyder, 2006 チュウベイツノマタガイなど11種。メキシコ西岸-エクアドル[28]。
- Turrilatirus Vermeij & M. A. Snyder, 2006 スジグロニシキニナなど7種, IWP[28]。

ナガニシ亜科　Fusininae Wrigley, 1927 
- Aegeofusinus Russo, 2017 =Pseudofusus
- Amiantofusus Fraussen, Kantor & Hadorn, 2007 水管溝が短い。南太平洋離島、マダガスカル、大西洋離島[30]。
- Angulofusus Fedosov & Kantor, 2012 フィリピン産[31]。
- Apertifusus Vermeij & M. A. Snyder, 2018 フレンゲルナガニシ[23]など5種。西アフリカアンゴラ沖やアルゼンチン沖水深100mなど。
- Aptyxis Troschel, 1868 シラクサナガニシ1種、地中海、アフリカ北西岸、カナリア諸島に普通[23]。
- Aristofusus Vermeij & M. A. Snyder, 2018 フカボリナガニシ[23]など5種, メキシコ湾など。
- Barbarofusus Grabau & Shimer, 1909 カリフォルニア[32]。
- Chryseofusus Hadorn & Fraussen, 2003  白いナガニシ, IWP[33]。
- Cyrtulus Hinds, 1843　アブサラボラ、ミガキナガニシなど8種。紀伊半島以南, ピトケアン島沖, IWP[34]。
- Dolicholatirus Bellardi, 1884 ヤリノホツノマタ 紀伊半島以南[18]など16種。現在ではイトマキボラから外されてDolicholatiridaeに分けられた(Thaisに近いクレード)。
- Fusinus Rafinesque, 1815　ナガニシ属、ホソニシ(奄美群島以南[14])など約100種[35]。水管溝が長い。白亜紀後半以降。両極のぞく世界中の海に生息。寒流のアフリカ南西岸、南米西岸、オーストラリア南岸含む[36]。
- Goniofusus Vermeij & M. A. Snyder, 2018 フトメナガニシ(バハ・カリフォルニア州からエクアドル)[32]など5種。
- Granulifusus Kuroda & Habe, 1954 アラレナガニシ(房総半島-四国沖の水深50-300mに普通に生息) [14]など34種。
- Harfordia Dall, 1921 ハーフォードナガニシ(アメリカ西岸の深海[34])など4種。
- Heilprinia Grabau, 1904 カブラナガニシ(テキサス産)[23]など3種。
- Hesperaptyxis M. A. Snyder & Vermeij, 2016 コゲイロナガニシなど米東岸産[23][37][38], 6種。
- Marmorofusus M. A. Snyder & Lyons, 2014 チトセボラ[24][39]など20種, IWP。
- Okutanius[注釈 3] Kantor, Fedosov, M. A. Snyder & Bouchet, 2018 ホソニシキニナ。ニューカレドニア近海の水深300-400mなど[40]。
- Propefusus Iredale, 1924  イチジクナガニシ(オーストラリア南部[23])など3種。
- Pseudofusus Monterosato, 1884 水管溝が短めで殻長2cm以下。地中海-東大西洋産、25種。
- Simplicifusus 水深100-300m深、小型。Granulifususに分類されている。
- Sinistralia H Adams & A. Adams, 1853 ヒダリマキニシ。アフリカ西岸、カナリア諸島[23]。現在ではFusinusに含められている。
- Takashius Kantor, Fedosov, M. A. Snyder & Bouchet, 2022=Okutanius。 ホソニシキニナなど。八丈島以南、ニュージーランド、南アフリカ。水深150-400m[41]。
- Trophonofusus Kuroda & Habe, 1971 フツカナガニシ1種のみ[33]。
- Vermeijius Kantor, Fedosov, M. A. Snyder & Bouchet, 2018[42]
- Viridifusus M. A. Snyder, Vermeij & Lyons, 2012 ナガニシイトマキボラ(西アフリカとカーボベルデ[13])など4種。太短い。

- イトマキボラ (IWP)
- チューリップボラ (米東岸)
- ナガニシ (以下はIWP)
- ムラサキツノマタモドキ
- リュウキュウツノマタガイ

## 人との関係
江戸時代末期の武蔵石壽・服部雪斎による『目八譜』にイトマキボラ類が紹介されている。第六巻「刺螺」編の(4)に「糸巻法螺」、(6)に「紅糸懸」として糸巻法螺の若貝、(16)に「長辛螺」(ナガニシ)が掲載されている。寒流系のエゾバイ科の貝は美味いが、暖流系のイトマキボラ科は内臓の苦みが強く、大型のイトマキボラも含めて普通は食用とされない。ナガニシは生で内臓を取り足だけを刺身として食用とされる。